# Домен коллизий
Доме́н колли́зий (англ. Collision domain) — часть сети Ethernet, все узлы которой конкурируют за общую разделяемую среду передачи и, следовательно, каждый узел которой может создать коллизию с любым другим узлом этой части сети.
Другими словами — сегмент сети, имеющий общий канальный уровень модели OSI, в котором передать фрейм может только один абонент одновременно. Задержка распространения фреймов между станциями либо одновременное начало передачи вызывает возникновение коллизий, которые требуют специальной обработки и снижают производительность сети. Упрощённо: домен коллизий - это участок сети, в котором в среде передачи может произойти физическое наложение информации, отправляемой разными устройствами, которое может привести к ошибке чтения принимающими устройствами.
Чем больше узлов в таком сегменте — тем выше вероятность коллизий. Для разделения домена коллизий применяются коммутаторы.
Понятие существует независимо от применяемого стандарта физического уровня.

## Сетевые устройства и домен коллизий
Сетевые устройства, работающие на канальном уровне модели OSI, могут продлевать либо ограничивать домен коллизий.
Возможны следующие варианты:
- Устройства первого уровня OSI (концентраторы, повторители) только ретранслируют любой сигнал, поступающий из среды передачи, и продлевают домен коллизий.
- Устройства второго уровня OSI (мосты, коммутаторы), разделяют домен коллизий.
- Домен коллизий отдельный при подключении к порту коммутатора в полудуплексном режиме либо при соединении типа «точка-точка» двух сетевых адаптеров; в полнодуплексном режиме коллизии отсутствуют.

## Терминология
- Задержка распространения — время передачи временного сегмента, так называемого slotTime, равного 512 битам для скоростей до 100 Мбит/с и 4096 битам для скорости 1 Гбит/с[1], в течение которого может произойти коллизия. Определяется скоростью прохождения сигнала по проводу и скоростью передачи. Для Ethernet 10 Мбит/с задержка распространения составляет 51.2 мкс, для 100 Мбит/с — 5.12 мкс. Большая часть сетевого оборудования контролирует возникновение коллизий при передаче только в течение задержки распространения.
- Запоздалая коллизия — коллизия, произошедшая после задержки распространения. Такие коллизии не обнаруживаются большинством сетевого оборудования и приводят к потерям фреймов.
- Диаметр коллизионного домена — максимальная задержка распространения сигнала между двумя любыми станциями. Обычно определяется в единицах времени и соответствует удвоенному времени передачи кадра минимальной длины для данного типа Ethernet. D = 2 * <минимальная длина кадра> * 0.1 мксек